# Cvetka Kocjančič
Cvetka Kocjančič (prv. Cvetka Mikolič), slovenska književnica in publicistka, * 9. april 1949, Novo mesto.
Kocjančičeva se je leta 1969 preselila v Kanado in na Yorški univezi v Torontu diplomirala iz psihologije. V novi domovini Kocjančičeva sodeluje pri slovenski kulturni skupnosti in objavlja članke v kanadskem in slovenskem tisku ter piše pesmi s socialno motiviko in izpoveduje domotožje. Zdomska problematika pa se pojavlja tudi v njenih črticah, v daljših pripovedih pa se loteva zanimivih osebnosti slovenskega izseljeništva v Kanadi, med drugim slikarja Andreja Štritofa (Upornik s čopičem) in pri Eskimih živečega Janeza Planinška (Gospodar Golega ozemlja).
Kocjančičeva je avtorica teorije, da je Vojničev rokopis napisan v slovenščini, saj je v rokopisu odkrila veliko slovenskih besed in drugih indikatorjev.
Po njeni teoriji naj bi rokopis nastal v kartuzijanskem samostanu Pleterje, 
njen avtor pa naj bi bil Nikolaj Kempf, 
prior dveh slovenskih kartuzij (Pleterje in 
Jurklošter).